# Plettenburg
Plettenburg ist ein ehemaliges Rittergut in Wermelskirchen-Dabringhausen im Bergischen Land in Nordrhein-Westfalen. Er liegt am Linnefebach an der Kreisstraße 11, westlich von Rölscheid, nordöstlich von Ketzberg.

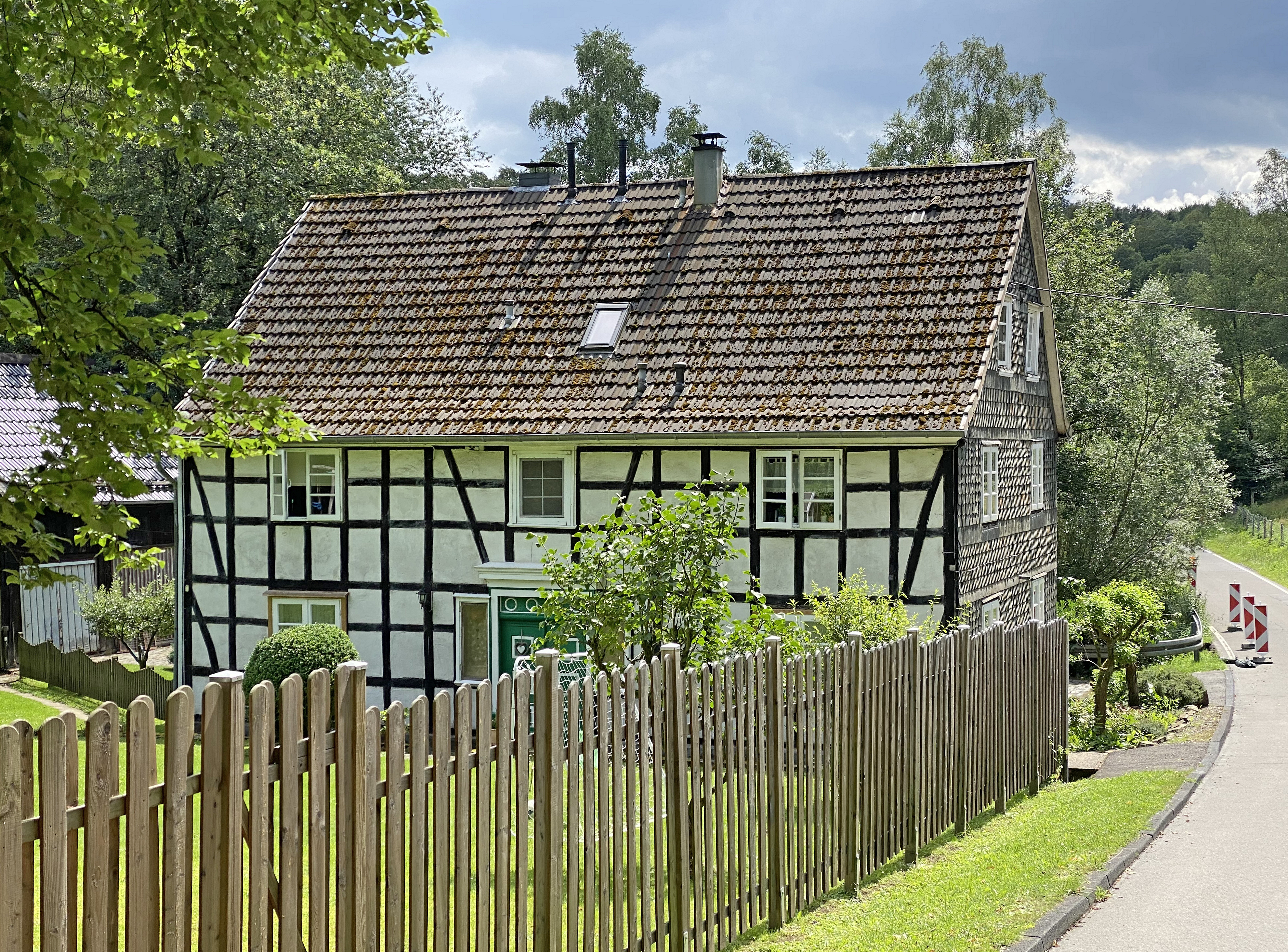
Baudenkmal Plettenburg 4

## Geschichte
Wann die Plettenburg errichtet wurde, ist unbekannt. Der ehemalige Rittersitz mit Mühle wurde nach Aussage von Heimatforscher Paul Haendeler von Bertram von Plettenberg, Amtmann zu Bornefeld und Hückeswagen, erbaut.
Nach Edmund Strutz und nach ihm Manfred Rech wurde die Plettenburg von Junker Adolf von Alberg 1608 gekauft. 1630 erscheint der von Alberg im Kirchbuch von Dabringhausen als Herr von Klein Klev und Plettenburg. 1665 sind Friedrich von Fix gen. Eller, Agatha von Katterbach bei der Pfarrerwahl in Dabringhausen anwesend. 1666 wird ein Herr von Eller, Obristleutnant, als krank bei der Erbhuldigung in Ostringhausen genannt.
1670 Clara Catharina v. Gürtzgen zur Dhünnenburg wird in Dabringhausen lutherisch getauft. Sie heiratet später den Franz Heinrich v. Eller zur Plettenburg.
1681 Conzession der Mühle im Nachlass von Maire Peter Clarenbach am 28. Juli 1817

„1689, am 23.10., ist dem Obrist-Leutnant Freiherr v. Eller erlaubt worden auf sein Erbgut und zum Haus Plettenburg gelegenen Wiese und das dadurch fließende Wasser, welches in das darunter gelegene Wasser die Lennepe (Linnefe) genannt, zusammenfließet, eine Mahlmühle zu erbauen. Er und seine Erben und Nachkommen liefern in hiesige Rentmeisterei jährlich an Wassererkenntnis ein Malter Düsseldorfer Maß, mit der Bedingung, würden Coen Schmits und Erben diese Mühle (gemeint ist also die Coenemühle) zur Plettenburg aufkündigen, sei dieser Malter bis zur Rücklieferung der Concession zu zahlen. Wenn der von Eller oder seine Pächter säumig seinen, könnten alle Güter in Beschlag genommen werden. Die Mühle sei laut Scheffen Attest schon auf Martini 1684 in Stand gekommen gibt an Roggen einen Malter.“

um 1751 Franz Heinr. von Eller, geboren 1672, wird begraben in der Kath. Kirche Wermelskirchen 

„„in ecclesia nostra prope januam sepultus est perillustris et generosus D. de Eller, Serenissimi nostri per multos annos Obristleutnant, ut vocatur, bene meritus, qui ex Plettenburg hic translatus““

 (In unserer Kirche nahe der Tür wurde beerdigt der sehr angesehene und edelgeborene Herr von Eller, unseres durchlauchtigsten Fürsten über viele Jahre Obristleutnant, wie er genannt wird, hoch verdient, der aus Plettenburg hierhin überführt wurde)
Bis zum Jahre 1771, am 14.8., Kaufherr Pet. Melch. Clarenbach kauft von Freiherr Franz Wer. v. Eller und dessen Eheliebste fort Joh. Herm. v. Eller und dessen Mutter Johanna Clara Cath. geb. v. Driesch zwei Morgen Wiesen zur Plettenburg vor dem Gericht zu Wermelskirchen.
Im Jahre 1805 hat Wilhelm Arnold Luchtenberg in der Plettenburg einen Auftritt vor dem Gericht in Wermelskirchen. Er hat 1806 das Haus abgebrochen und 1807 ein neues gebaut.
Die Familie Luchtenberg ist Eigentümer bis 1834. Sie verkauft an Gebrüder Hindrichs. 1879 verkaufen sie an Eduard Schüller für 5700 Mark.
Im Jahre 1890 sind die Eheleute Hindrich Eigentümer und leihen 3000 Mark auf das Anwesen.